# Nagrody Filmowe Hochi
Nagrody Filmowe Hochi (jap. 報知映画賞 Hōchi Eiga Shō) – japońskie nagrody filmowe przyznawane od 1976 roku przez Hochi Shimbun. Zwycięzcy są ogłaszani około listopada każdego roku, a ceremonia wręczenia nagród odbywa się w grudniu.

## Kategorie
Nagrody przyznawane są w kategoriach:
- Najlepszy Film
- Najlepszy Film Zagraniczny
- Najlepszy Film Animowany
- Najlepszy Reżyser
- Najlepszy Aktor
- Najlepsza Aktorka
- Najlepszy Aktor Drugoplanowy
- Najlepsza Aktorka Drugoplanowa
- Najlepszy Debiutant
- Nagroda Specjalna